# Jerzy Szatkowski
Jerzy Szatkowski – urodzony w 1940 r. w Solcu Kujawskim, zmarł 2 kwietnia 2019 w Poznaniu; poeta, prozaik, redaktor, nauczyciel dyplomowany – polonista. W latach 1998–2019 redagował „Okolicę Poetów”.

## "Okolica Poetów"
W roku 1998 reaktywował „Okolicę Poetów”, której był redaktorem naczelnym i wydawcą. Na łamach czasopisma publikował materiały ze swojego prywatnego archiwum dotyczące Edwarda Stachury, Ryszarda Milczewskiego-Bruna, Wincentego Różańskiego czy Andrzeja Babińskiego, z którymi się przyjaźnił. Dzięki temu czasopismo nabrało wartości edytorskich i tekstologicznych. „Okolica Poetów” wydawana była w tej samej, niezmienionej formie, będącej kontynuacją założeń pierwszego redaktora, Stanisława Czernika.

## Przyjaźń ze Stachurą, Milczewskim-Brunem i Babińskim
Do końca swojego życia opiekował się twórczością swoich zmarłych przyjaciół, m.in. doprowadzając do druku ich niewydane za życia teksty i gromadząc materiały dotyczące ich życia i twórczości. Był jednym z redaktorów trzytomowej edycji utworów Ryszarda Milczewskiego-Bruno (1989), redaktorem tomiku Andrzeja Babińskiego Uwierzenie moje (2000) oraz zbioru rysunków Wincentego Różańskiego pt. Jasna kreska (2013). Dzieje swojej przyjaźni ze Stachurą ujął w prozie poświęconej zmarłemu przyjacielowi pt. „Tryptyk”, natomiast o znajomości z Milczewskim-Brunem pisał w To tak nieprawdopodobne że aż prawdziwe.

## Nagrody i wyróżnienia
Otrzymał nagrodę za najlepszy tom wierszy roku Grupy Literackiej ECCE, Nagrodę im. Ryszarda Milczewskiego-Bruno, Nagrodę im. Klemensa Janickiego (2003) oraz Wielki Laur Poezji XIV Międzynarodowej Jesieni Literackiej Pogórza (2005). Odznaczony m.in. Złotym Krzyżem Zasługi. Za powieść Epistoły otrzymał Bydgoską Nagrodę Literacką „Strzałę Łuczniczki” (2013).

## Twórczość
Pozostawał pod wpływem autentyzmu, na co wskazują choćby elementy świata przedstawionego (najczęściej – przestrzeń wiejska) w jego powieściach oraz wewnętrzny nakaz pisania literatury autentycznej, który często pojawia się w wypowiedziach głównych bohaterów. Eksperymentował z językiem, wykorzystując w twórczy i nowatorski sposób to, co w języku jest dane i zastane (m.in. potencjał semantyczny drzemiący w nazwach roślin w poemacie Triada dla Iwony); w prozie wprowadzał innowacje językowe, bawiąc się składnią i interpunkcją, czerpiąc m.in. z języka potocznego, a także mieszając style niski z wysokim. Ciekawym przykładem jego gry z polszczyzną jest stylizowanie tekstu na styl języka mówionego, przekształcający się niekiedy w monolog czy dialog (wyraźnie widoczne w powieści Epistoły).
Drzemiący w twórczości Szatkowskiego potencjał intertekstualny sprawia, że może ona stanowić kontekst dla twórczości Gombrowicza, poezji Leśmiana czy innych pisarzy eksperymentujących z językiem i jego znaczeniami. Wybrane fragmenty mogą też stanowić źródła ciekawych przykładów realizacji języka artystycznego; na uwagę zasługuje choćby frazeologia, którą autor traktuje jako swoiste tworzywo do budowania nowych znaczeń. Powieści, choćby ostatnie pt. To tak nieprawdopodobne że aż prawdziwe oraz Epistoły, stanowić mogą literacki wstęp do dyskusji o wartościach – zwłaszcza tych, które dziś raczej się kwestionuje, a które tak bliskie są światopoglądowi obu bohaterów pochodzących ze świata prawd przekazywanych sobie z pokolenia na pokolenia, niezmiennych i zakorzenionych przede wszystkim w kulturze wiejskiej. Dlatego też twórczość ta tak bliska może wydawać się powieściom Wiesława Myśliwskiego czy Edwarda Redlińskiego.
Mimo wielu konotacji oraz zauważalnych w pisarstwie Szatkowskiego cytatów i nawiązań – pozostaje on wciąż pisarzem osobnym, oryginalnym, trudnym do jednoznacznej kwalifikacji i – tak jak Wincenty Różański, Andrzej Babiński czy Milczewski-Bruno – zasługującym na zainteresowanie nie tylko w kręgu czytelniczym, ale i naukowym.

## Publikacje

### Poezja
Nie znam żadnego śpiewu (1968),
Barwonie (1973),
Bo żywosłowić ciebie jest żywicowanie (1975),
Tren (1960),
A może ja tak wysoko upadłem (1983),
Ave (1984), Tren dla Steda (1985),
Żywicowanie (1990),
Triada dla Iwony. Cyklamen prawdosłowny – Arkusz poetycki (2007)

### Powieści
To tak nieprawdopodobne że aż prawdziwe (2010)
Tryptyk (2011)
Epistoły (2012)

### Publikacje w antologiach i almanachach
Droga do Ashramu (1998),
Zjawa realna (1999),
Klejnoty poezji polskiej (2001).